# Scaglia (mamífero)
Scaglia es un género extinto de mamífero perteneciente a la familia de los astrapotéridos que vivió durante el Eoceno (SALMA Casamayorense) en América del Sur.
El género fue nombrado en homenaje del naturalista argentino Galileo Juan Scaglia, y la especie tipo lo es en honor del paleontólogo argentino Lucas Kraglievich. El espécimen tipo en que se basa es MMCNT-MdP 207, un cráneo parcial y mal preservado de un individuo joven, el cual conserva el diente canino, un canino deciduo, un premolar y los tres molares.
A igual que Albertogaudrya, Scaglia era de un tamaño de una oveja o de un tapir pequeño, siendo uno de los mamíferos de mayor tamaño en Suramérica en su época.